# Comté de Prince
Le comté de Prince est un des trois comtés de l'Île-du-Prince-Édouard qui se retrouve dans la partie Ouest de l'île.
Le comté a été nommé par Samuel Holland en 1765 pour le prince George Augustus Frederick, qui deviendra plus tard le roi George IV (1762-1830). Le siège du comté de Prince a été au début Princetown, cependant le plus petit port de Prince Royalty a vu le changement du peuplement et donner cet honneur à Summerside.

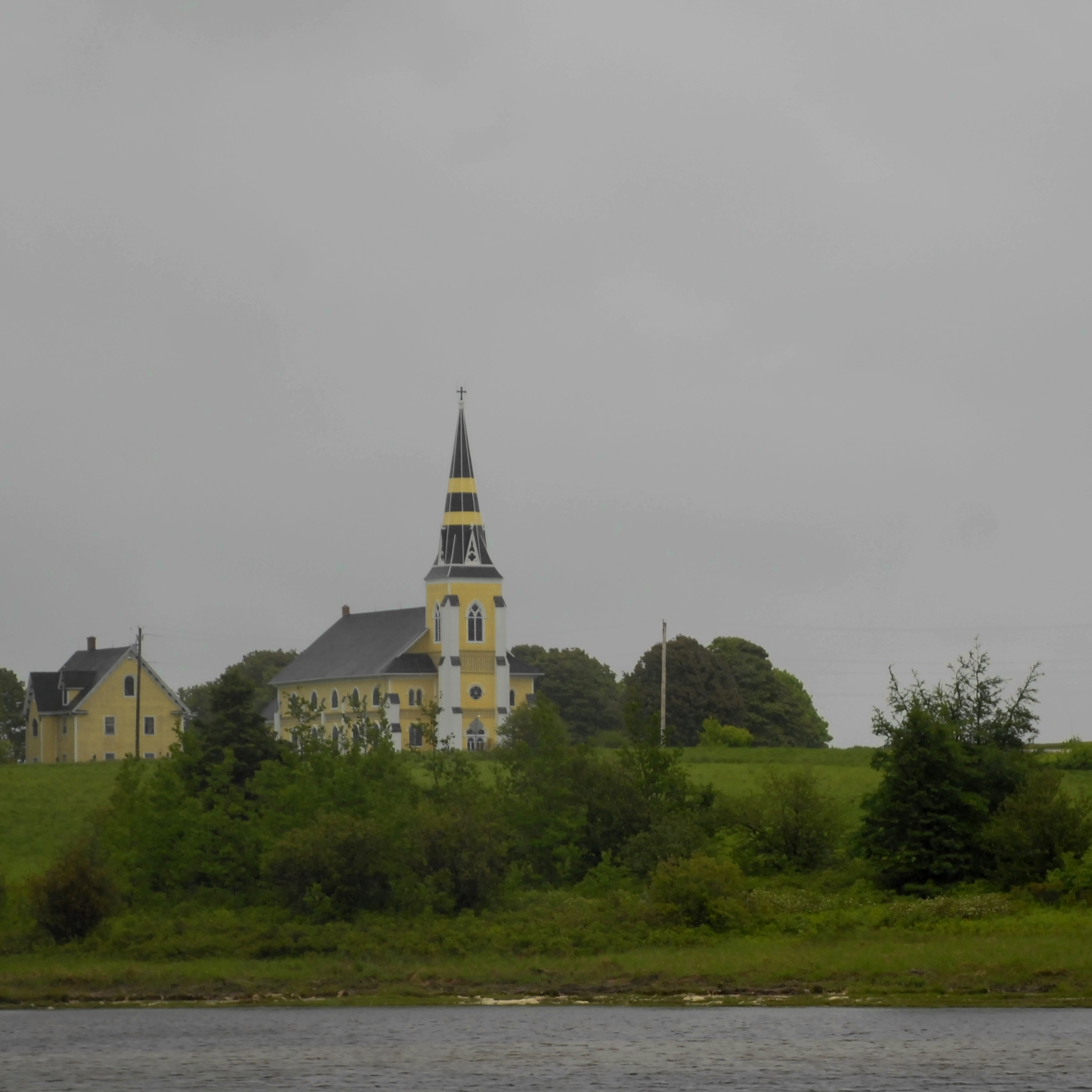
Pittoresque église catholique romaine St. Patrick à Grand River, dans le comté de Prince. L'église a été conçue par William Critchlow Harris et achevée en 1890.

La particularité géographique du comté est la baie de Malpeque, une baie du golfe du Saint-Laurent, qui crée la portion la plus étroite de l'île-du-Prince-Édouard, un isthme où la ville de Summerside est située.
La division géographique créée par baie de Malpeque est amplifié par une division sociale et économique entre la région la plus urbaine East Prince et la région la plus rurale West Prince, quoique la ligne de division varie.  La base industrielle de l'Île-du-Prince-Édouard est concentrée dans la partie est du comté, avec trois grandes manufactures pour les patates frites congelées, une manufacture de chips et une industrie aérospatiale située à une ancienne base de l'aviation militaire. Des fermes industrielles pour les racines alimentaires comme les pommes de terre comptent pour la majorité de l'activité économique rurale, suivie par la pêche des mollusques comme le homard et le brachyura.
Le nom du « comté de Prince » est éminent pour nommer les divisions de terrains dans le Commonwealth of Nations.

## Démographie
| 2001   | 2006   | 2011   | 2016   |
| ------ | ------ | ------ | ------ |
| 44 495 | 44 499 | 44 348 | 43 730 |

## Municipalités
- Cité
  - Summerside
- Ville
  - Alberton
  - Borden-Carleton
  - Kensington
  - O'Leary
  - Tignish
- Municipalité rurale
  - Abrams-Village
  - Bedeque and Area
  - Central Prince
  - Greenmount-Montrose
  - Kinkora
  - Linkletter
  - Lot 11 and Area
  - Miminegash
  - Miscouche
  - Northport
  - Saint-Félix
  - Saint-Louis
  - Saint-Nicholas
  - Sherbrooke
  - Tignish Shore
  - Tyne Valley
  - Wellington
- Réserve indienne
  - Lennox Island 1

## Référence
- « Profils des communautés de 2001 » (consulté le 25 avril 2009)

1. ↑  Selon le recensement de StatCan
2. ↑  « Statistique Canada - Profils des communautés de 2016 - Comté de Prince » (consulté le 19 février 2020)
3. ↑  « Statistique Canada - Profils des communautés de 2006 - Comté de Prince » (consulté le 19 février 2020)